# Tsar Ivan Groznyj
Tsar Ivan Groznyj (russisk: Царь Иван Грозный) er en sovjetisk spillefilm fra 1991 af Gennadij Vasiljev.

## Medvirkende
- Kakhi Kavsadze som Ivan
- Igor Talkov som Serebrjanyj
- Larisa Shakhvorostova som Jelena
- Stanislav Ljubsjin som Morozov
- Andrej Martynov som Maljuta Skuratov